# David di Donatello 2006
La cerimonia di premiazione della 51ª edizione dei David di Donatello si è svolta a Roma il 21 aprile 2006. È stata condotta da Veronica Pivetti e trasmessa in diretta su RaiSat CinemaWorld.
Le candidature sono state annunciate il 4 aprile.
Per festeggiare i 50 anni del premio sono stati assegnati 8 premi speciali, i David del Cinquantenario, ai più prestigiosi rappresentanti delle principali categorie della storia del cinema italiano del periodo: per i costumisti a Piero Tosi, per i direttori della fotografia a Giuseppe Rotunno, per i musicisti a Ennio Morricone, per i produttori a Dino De Laurentiis, per i registi a Francesco Rosi, per gli sceneggiatori a Suso Cecchi D'Amico, per gli scenografi a Mario Garbuglia e per gli attori a Gina Lollobrigida, la quale vinse il David per la migliore attrice nella prima edizione del premio nel 1956 per l'interpretazione in La donna più bella del mondo di Robert Z. Leonard.
I mattatori della serata sono stati Il caimano di Nanni Moretti, vincitore di 6 premi, in alcune delle categorie principali (miglior film, miglior regista, miglior produttore, miglior attore protagonista, miglior musicista, miglior fonico di presa diretta) e Romanzo criminale di Michele Placido, vincitore di 8 statuette, soprattutto tecniche (miglior sceneggiatura, miglior attore non protagonista, miglior direttore della fotografia, miglior scenografo, migliore costumista, miglior montatore, migliori effetti speciali visivi, Premio David Giovani).

## Vincitori e nominati
Vengono di seguito indicati in grassetto i vincitori.
Miglior film
- Il caimano, regia di Nanni Moretti
- Il mio miglior nemico, regia di Carlo Verdone
- Notte prima degli esami, regia di Fausto Brizzi
- Romanzo criminale, regia di Michele Placido
- La terra, regia di Sergio Rubini

Miglior regista
- Nanni Moretti - Il caimano
- Antonio Capuano - La guerra di Mario
- Michele Placido - Romanzo criminale
- Sergio Rubini - La terra
- Carlo Verdone - Il mio miglior nemico

Miglior regista esordiente
- Fausto Brizzi - Notte prima degli esami
- Vittorio Moroni - Tu devi essere il lupo
- Francesco Munzi - Saimir
- Fausto Paravidino - Texas
- Stefano Pasetto - Tartarughe sul dorso

Migliore sceneggiatura
- Stefano Rulli, Sandro Petraglia, Giancarlo De Cataldo con la collaborazione di Michele Placido - Romanzo criminale
- Nanni Moretti, Francesco Piccolo, Federica Pontremoli - Il caimano
- Silvio Muccino, Pasquale Plastino, Silvia Ranfagni e Carlo Verdone - Il mio miglior nemico
- Fausto Brizzi, Massimiliano Bruno, Marco Martani - Notte prima degli esami
- Angelo Pasquini, Carla Cavalluzzi, Sergio Rubini - La terra

Migliore produttore
- Angelo Barbagallo, Nanni Moretti per la Sacher Film - Il caimano
- Domenico Procacci, Nicola Giuliano, Francesca Cima - La guerra di Mario
- Aurelio De Laurentiis - Il mio miglior nemico
- Fulvio e Federica Lucisano – IIF, Gianandrea Pecorelli – Aurora Film e TV per RAICINEMA - Notte prima degli esami
- Riccardo Tozzi, Giovanni Stabilini, Marco Chimenz - Romanzo criminale

Migliore attrice protagonista
- Valeria Golino - La guerra di Mario
- Margherita Buy - Il caimano
- Cristiana Capotondi - Notte prima degli esami
- Giovanna Mezzogiorno - La bestia nel cuore
- Ana Caterina Morariu - Il mio miglior nemico

Migliore attore protagonista
- Silvio Orlando - Il caimano
- Antonio Albanese - La seconda notte di nozze
- Fabrizio Bentivoglio - La terra
- Kim Rossi Stuart - Romanzo criminale
- Carlo Verdone - Il mio miglior nemico

Migliore attrice non protagonista
- Angela Finocchiaro - La bestia nel cuore
- Isabella Ferrari - Arrivederci amore, ciao
- Marisa Merlini - La seconda notte di nozze
- Stefania Rocca - La bestia nel cuore
- Jasmine Trinca - Il caimano

Migliore attore non protagonista
- Pierfrancesco Favino - Romanzo criminale
- Giorgio Faletti - Notte prima degli esami
- Neri Marcorè - La seconda notte di nozze
- Nanni Moretti - Il caimano
- Sergio Rubini - La terra

Migliore direttore della fotografia
- Luca Bigazzi - Romanzo criminale
- Arnaldo Catinari - Il caimano
- Fabio Cianchetti - La terra
- Danilo Desideri - Il mio miglior nemico
- Marcello Montarsi - Notte prima degli esami

Migliore musicista
- Franco Piersanti - Il caimano
- Goran Bregović - I giorni dell'abbandono
- Paolo Buonvino - Romanzo criminale
- Negramaro (Fabio Barovero, Simone Fabroni, Roy Paci, Louis Siciliano) - La febbre
- Bruno Zambrini - Notte prima degli esami

Migliore canzone originale
- Insieme a te non ci sto più, di Caterina Caselli - Arrivederci amore, ciao
- Forever Blues, di Lino Patruno - Forever Blues
- I giorni dell'abbandono, di Goran Bregović - I giorni dell'abbandono
- Solo per te, di Giuliano Sangiorgi - La febbre
- You Can Never Hold Back Spring, di Tom Waits e Kathleen Brennan - La tigre e la neve

Migliore scenografo
- Paola Comencini - Romanzo criminale
- Giancarlo Basili - Il caimano
- Andrea Crisanti - Arrivederci amore, ciao
- Carlo De Marino - Fuoco su di me
- Maurizio Marchitelli - Il mio miglior nemico

Migliore costumista
- Nicoletta Taranta - Romanzo criminale
- Francesco Crivellini - La seconda notte di nozze
- Annalisa Giacci - Fuoco su di me
- Tatiana Romanoff - Il mio miglior nemico
- Lina Nerli Taviani - Il caimano

Migliore montatore
- Esmeralda Calabria - Romanzo criminale
- Osvaldo Bargero - La febbre
- Claudio Di Mauro - Il mio miglior nemico
- Luciana Pandolfelli - Notte prima degli esami
- Cecilia Zanuso - La bestia nel cuore

Migliore fonico di presa diretta
- Alessandro Zanon - Il caimano
- Benito Alchimede, Maurizio Grassi - Notte prima degli esami
- Gaetano Carito - Il mio miglior nemico
- Mario Iaquone - Romanzo criminale
- Bruno Pupparo - La bestia nel cuore

Migliori effetti speciali visivi
- Proxima - Romanzo criminale
- Francesco Sabelli - RSG Effetti speciali - La bestia nel cuore
- E.D.I. (Effetti Digitali Italiani) - La febbre
- Guido Pappadà - Fuoco su di me
- Simone Silvestri - Piano 17
- Ubik Visual Effects - Boss Film - La tigre e la neve

Miglior documentario di lungometraggio
- Il bravo gatto prende i topi, regia di Francesco Conversano e Nene Grignaffini
- In un altro paese, regia di Marco Turco
- L'isola di Calvino, regia di Roberto Giannarelli
- Piccolo Sole - Vita e morte di Henri Crolla, regia di Nino Bizzarri
- Primavera in Kurdistan, regia di Stefano Savona
- Volevo solo vivere, regia di Mimmo Calopresti

Miglior cortometraggio
- Un inguaribile amore, regia di Giovanni Covini
- Codice a sbarre, regia di Ivano De Matteo
- Dentro Roma, regia di Francesco Costabile
- Tanalibera tutti, regia di Vito Palmieri
- Zakaria, regia di Gianluca e Massimiliano De Serio

Miglior film dell'Unione Europea
- Match Point (Match Point), regia di Woody Allen
- L'Enfant - Una storia d'amore (L'Enfant), regia di Jean-Pierre e Luc Dardenne
- Lady Henderson presenta (Mrs. Henderson Presents), regia di Stephen Frears
- La marcia dei pinguini (La marche de l'empereur), regia di Luc Jacquet
- Niente da nascondere (Caché), regia di Michael Haneke

Miglior film straniero
- Crash - Contatto fisico (Crash), regia di Paul Haggis (Filmauro)
- A History of Violence (A History of Violence), regia di David Cronenberg (01 Distribution)
- Good Night, and Good Luck. (Good Night, and Good Luck.), regia di George Clooney (Mediafilm)
- I segreti di Brokeback Mountain (Brokeback Mountain), regia di Ang Lee (BIM)
- Il suo nome è Tsotsi (Tsotsi), regia di Gavin Hood (Mikado)

Premio Film Commission Torino Piemonte
- La guerra di Mario, regia di Antonio Capuano
- Il caimano, regia di Nanni Moretti
- Quando sei nato non puoi più nasconderti, regia di Marco Tullio Giordana
- Saimir, regia di Francesco Munzi
- La terra, regia di Sergio Rubini

Premio David Giovani
- Romanzo criminale, regia di Michele Placido
- La bestia nel cuore, regia di Cristina Comencini
- Mai + come prima, regia di Giacomo Campiotti
- Il mio miglior nemico, regia di Carlo Verdone
- Notte prima degli esami, regia di Fausto Brizzi

David del Cinquantenario
- Gina Lollobrigida, attrice
- Piero Tosi, costumista
- Giuseppe Rotunno, direttore della fotografia
- Ennio Morricone, musicista
- Dino De Laurentiis, produttore
- Francesco Rosi, regista
- Suso Cecchi D'Amico, sceneggiatrice
- Mario Garbuglia, scenografo